# Seznam italijanskih pesnikov
Seznam italijanskih pesnikov.

## A
- Elio Filippo Accrocca
- Vittoria Aganoor
- Silvano Agosti
- Aleardo Aleardi
- Sibilla Aleramo
- Vittorio Alfieri
- Dante Alighieri
- Corrado Alvaro?
- Edmondo De Amicis
- Tullia d'Aragona
- Pietro Aretino
- Ludovico Ariosto

## B
- Nanni Balestrini
- Giacomo Balla
- Luigi Bartolini
- Giambattista Basile
- Francesco Berni
- Ugo Betti
- Giovanni Berchet
- Matteo Maria Boiardo
- Arrigo Boito
- Giuseppe Bonaviri
- Massimo Bontempelli
- Libero Bovio
- Dino Buzzati-Traverso

## C
- Maria Grazia Calandrone
- Emanuel Calvo
- Giosuè Carducci
- Annibale Caro
- Giovanni della Casa
- Giovanni Battista Casti
- Guido Cavalcanti
- Patrizia Cavalli
- Guido Ceronetti
- Gabriello Chiabrera
- Vittoria Colonna
- Sergio Corazzini
- Beppe Costa (*1941)
- Nino Costa
- Giovanni Mario Crescimbeni

## D
- Gabriele D'Annunzio
- Dante
- Caterina Davinio
- Eduardo De Filippo
- Erri De Luca

## F
- Farfa
- Severino Ferrari
- Luigi Fiorentino
- Ugo Foscolo
- Carlo Innocenzo Frugoni

## G
- Carlo Emilio Gadda
- Veronica Gambara
- Alfonso Gatto
- Olga Germani
- Giuseppe Giacosa
- Giovanni Giudici
- Arturo Graf
- Antonio Francesco Grazzini
- Tommaso Grossi
- Giovanni Battista Guarini
- Francesco Guccini
- Guido Guinizzelli

## L
- Jacopo da Lentini
- Giacomo Leopardi
- Carmine Lubrano
- Mario Luzi

## M
- Goffredo Mameli
- Alessandro Manzoni
- Giuseppe Marchetti?
- Franco Marcoaldi
- Biagio Marin (1891–1985)
- Filippo Tommaso Marinetti
- Giambattista Marino
- Pietro Metastasio
- Giovanni Meli
- Alda Merini
- Eugenio Miccini
- Carlo Michelstädter
- Eugenio Montale
- Vincenzo Monti
- Elsa Morante
- Girolamo Muzio

## N
- Ada Negri
- Angiolo Silvio Novaro
- Renzo Novatore

## P
- Elio Pagliarani
- Aldo Palazzeschi
- Giovanni Papini
- Giuseppe Parini
- Giovanni Pascoli
- Enrico Pea
- Silvio Pellico
- Sandro Penna
- Luigi Pirandello
- Francesco Petrarca
- Lucio Piccolo
- Giovanni Pontano
- Lorenzo da Ponte
- Giovanni Prati
- Luigi Pulci

## Q
- Salvatore Quasimodo

## R
- Osvaldo Ramous
- Francesco Rasi
- Francesco Redi
- Leonida Repaci
- Salvator Rosa
- Amelia Rosselli

## S
- Umberto Saba
- Raffaele Sacco
- Luigi Salvini
- Salvino Salvini
- Folgóre da San Gimignano
- Edoardo Sanguineti
- Jacopo Sannazzaro
- Eros Sequi
- Vittorio Sereni
- Leonardo Sinisgalli
- Maria Luisa Spaziani
- Gaspara Stampa

## T
- Clotilde Tambroni
- Luigi Tansillo
- Ferdinando Tartaglia
- Bernardo Tasso
- Torquato Tasso
- Alessandro Tassoni
- Fulvio Testi
- Jacopone da Todi
- Gianni Toti
- Gian Giorgio Trissino
- Massimo Troisi
- Filippo Turati

## U
- Giuseppe Ungaretti

## V
- Diego Valeri
- Paolo Volponi

## Z
- Giacomo Zanella
- Andrea Zanzotto
- Cesare Zavattini
- Apostolo Zeno